# La Graufesenque
La Graufesenque est un site archéologique à Millau, en France.
C'est le plus important atelier de poterie de l'empire romain au milieu du Ier siècle, notamment pour la céramique sigillée.

## Géographie

### Situation
Le site se trouve sur la rive gauche du Tarn. Millau est à 1 km à l'ouest, sur la rive droite. La Dourbie, affluent du Tarn, coule à 400 m au nord du site ; elle conflue avec le Tarn à 750 m au nord-ouest.
Le site de Condatomagus, dit plus tard La Graufesenque, est à environ 370 m d'altitude, au bord d'une petite plaine alluviale formée à la jonction de ces deux rivières, et au pied du flanc de coteau qui grimpe vers le sud-est jusqu'à un oppidum (797 m d'altitude).

### Géomorphologie
Le site se trouve sur une étroite et courte bande d'éboulis (« E » sur la carte géologique, en jaune clair), bordée au nord-ouest par la « petite plaine alluviale » faite d'alluvions récentes et cailloutis (Fz sur la carte géologique, en gris-bleu) et au sud-est par des marnes feuilletées du Domérien (I6 sur la carte géologique, en bleu).
Ces marnes feuilletées du Domérien sont elles-mêmes bordées au sud-est (à environ 200 m du côté de la pente de coteau) par une étroite bande de marno-calcaires et schistes bitumineux du Toarcien inférieur (I7 sur la carte géologique), puis toujours vers le sud-est par des marnes feuilletées du Toarcien supérieur / Aalénien inférieur (I8-9a sur la carte géologique).

## Toponymie
Le lieu était appelé Condatomagus (du latin condate, « confluent » et magus, « marché »). En effet, son développement est dû pour partie à l'activité économique qui s'y déroulait : une production très importante de céramique inspirée de modèles italiens. Le nom figure sur la table de Peutinger.

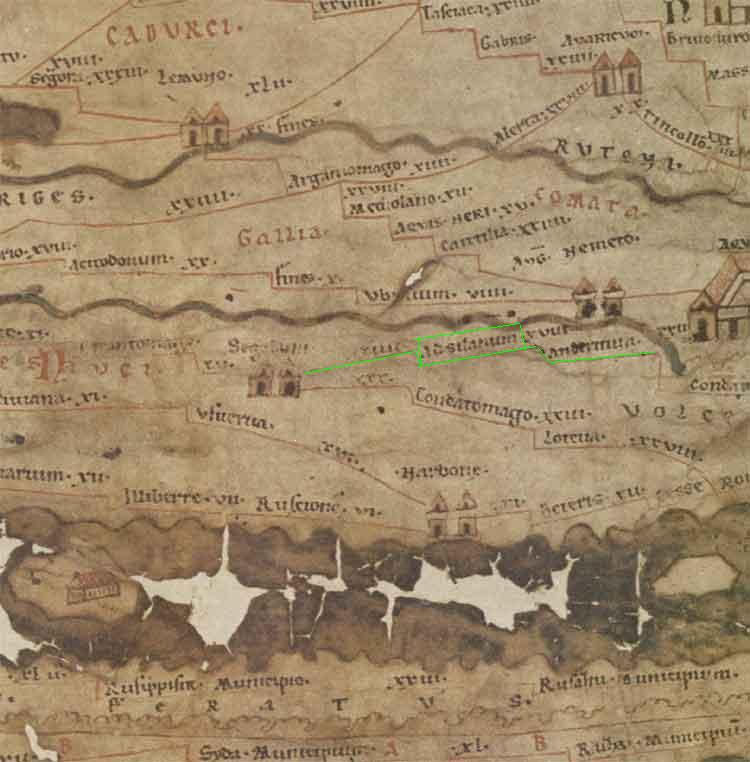
Portion de la Table de Peutinger où figure Condatomagus

## Historique
Le site était située sur le territoire des Rutènes, peuple gaulois. L'oppidum protohistorique de la Granède se trouve à 1,5 km au sud-est de la Graufesenque, au sommet d'une pente ardue. Un vicus s'est installé dans la plaine de la Graufesenque.

### Les ateliers de poterie duIerauIIIesiècle
Les ateliers de la Graufesenque ont fonctionné du Ier siècle jusqu'au milieu du IIIe siècle, mais leur période de plus grand succès est au milieu du Ier siècle : à cette époque, ils supplantent les ateliers d'Italie et deviennent alors, durant le Ier siècle, le centre de production de céramique le plus important dans l'Empire romain : leur production est alors diffusée dans tout l'occident romain, en Germanie libre, en Grèce, en Syrie, en Égypte et sur les côtes de la mer Noire[réf. nécessaire]. Son plus large débouché est la région du Rhin, en particulier à Vechten, le site le plus riche en céramique de Condatomagnus ; mais le site qui a livré les plus anciennes pièces est le cimetière d'Andernach, qui date les premières exportations entre l’an 16 et l'avènement des Flaviens (69).
La fin du Ier siècle est marquée par l'épuisement des gisements et le déplacement des ateliers de fabrication à Bannasiacum. Lieu de confluence de l'Urugne et du Lot, un gisement permet à une centaine d'ateliers de travailler jusqu'à la fin du IIe siècle. A la fin du IIe siècle, à la suite de l'épuisement du gisement, après des tentatives d'essaimage, comme à Montans, la concurrence d'autres sites et la montée en puissance de la production de céramique des ateliers de poterie antique de Lezoux sonne finalement le glas de la suprématie du site de La Graufesenque, vers l'an 120.[réf. nécessaire]
Alain Vernhet (1979) reconnaît six grandes périodes de production :
- de l'an 10 à l'an 20 : période d’essais
- de l'an 20 à l'an 40 : période primitive
- de l'an 40 à l'an 60 : période de splendeur ; la qualité est maximale.
- de l'an 60 à l'an 80 : période de transition ; la production commence à augmenter, au détriment de la qualité.
- de l'an 80 à l'an 120 : période de décadence ; la baisse de qualité est perceptible à plusieurs stades de la chaîne opératoire (séchage, démoulage...). Les décors deviennent plus grossiers. Lezoux et les ateliers de Gaule du centre prennent le relais de la Graufesenque et de ses satellites.
- de l'an 120 à l'an 150 : période tardive ; production des « sigillées tardives ».

Martine Genin conteste cette chronologie, notamment en prolongeant la dernière période jusqu’à la fin du IIe siècle.

### La découverte des premiers fours de potiers auXIXesiècle
En 1830, Artault de Tauriac signale un premier « four à poteries » mis au jour lors d’une inondation.
Les premiers sondages ont lieu à partir de 1862, menés par l'abbé Malzac. Puis viennent les fouilles de l'abbé Cérès de 1880 à 1886, interrompues par sa mort en 1887 après seulement une publication, sur « cette immense et opulente officine »… « la Sèvres des temps anciens » - une expression significative de la profonde impression que lui a faite le site, et au sujet de laquelle il précise ne pas être le premier à l'avoir employée.
Cérès n'est pas l'inventeur de la Graufesenque mais il a clairement mis l'accent sur son ampleur et, surtout, sur le fait que « ses produits se rencontrent pour ainsi dire partout » et que « les ouvriers affluent de partout ». Or cette vue va à l'encontre des convictions de son temps. Témoin Adrien Blanchet, qui présente en 1898 un mémoire sur « les ateliers de céramique de la Gaule romaine » au Congrès National des Sociétés Savantes (Actes du Congrès, p. 13-29) et n'y mentionne pas la Graufesenque. Dragendorff non plus, avec pour sa part une meilleure excuse : il écrit sa thèse en 1894 - elle est publiée en 1896 -, il n'a pas sous la main les communications de Cérès, Rouquette ou Vialettes et ne les connaît que par ouï-dire ; il a cependant l'intuition de faire provenir de Gaule du sud les sigillées retrouvées en de nombreux lieux.
Au contraire de Camille Jullian qui dédie en 1899 une page entière à discuter de la provenance des sigillées si fréquemment rencontrées, pour les attribuer pratiquement en bloc à l’Italie : « d’Arezzo, de Modène ou d’ailleurs » - de plus il critique l'intuition de Dragendorff sur l'importance des ateliers gaulois, qu'il pose comme ayant « copié les produits italiens et contrefait les marques célèbres » ; il cite « par exemple, à la Graufesenque, où je retrouve un moule signé AtEIVS F., nom d’un potier d’Arezzo ».

### «L'acte de naissance de la Graufesenque»
Des fouilles de grande ampleur sont entreprises par le chanoine Frédéric Hermet entre 1901 et 1906. Ce dernier rapporte (en 1934) qu'en 1902 il a reçu la visite de Joseph Déchelette et qu'à cette occasion Déchelette lui dit avoir vu au musée de Naples une marque MOMMO de la Graufesenque, trouvée à Pompéi. Par quoi on voit que Déchelette n'a pas attendu Hermet pour se convaincre de l'importance du site. Il est tout à fait averti que « avant l'an 79 [destruction de Pompéi], les bols ornés aussi bien que les simples assiettes de la Graufesenque avaient pénétré [sur les marchés de la Campanie]. Au cours d'un voyage en Italie, durant les derniers mois de 1901, nous avons constaté l'importance de cette exportation ». Il y constate aussi que les ateliers arétins du Ier siècle copient les vases gaulois. En 1903 il publie - dans la même revue que Jullian dont il prend le contre-pied - 40 pages que Pailler (2010) nomme très justement « l'acte de naissance de la Graufesenque ». L'année suivante, en 1904, il publie son ouvrage de référence sur les vases céramiques ornés de la Gaule romaine dans lequel il consacre 52 pages à notre site (sans compter les autres pages où il cite encore abondamment la Graufesenque).
Les fouilles et recherches du chanoine Hermet sont publiées en deux volumes en 1934, constituant selon Feugère (1981) « une étape capitale dans l'histoire de la céramologie ».
De nouveaux sondages sont réalisés par Alexandre Albenque et Louis Balsan entre 1950 et 1954 mais toujours dans des conditions précaires.
À partir du milieu des années 1960, les conditions de fouilles changent grâce au soutien actif de la famille Miquel (propriétaire de la ferme la Graufesenque). Des terrains sont ainsi loués puis achetés, permettant l'établissement d'une stratigraphie, la conservation des bâtiments dégagés, une meilleure étude du mobilier. En 1975, Alain Vernhet succède à Louis Balsan à la tête des fouilles. Puis, en 1980, le musée de Millau inaugure ses salles consacrées au site et à sa production. Les graffites retrouvés sur le site sont publiés en 1988 par Robert Marichal.

## Les productions
Les potiers y produisirent une vaisselle fine, fréquemment marquée d'une estampille (sigillata en latin), appelée céramique sigillée (terra sigillata). Cette vaisselle à vernis de couleur brique, avec ou sans décor moulé, était fabriquée dès le début de l'activité du site.
On dispose de « bordereaux d'enfournement » gravés par les artisans sur des morceaux de terre cuite.

Bordereau de cuisson de la Graufesenque
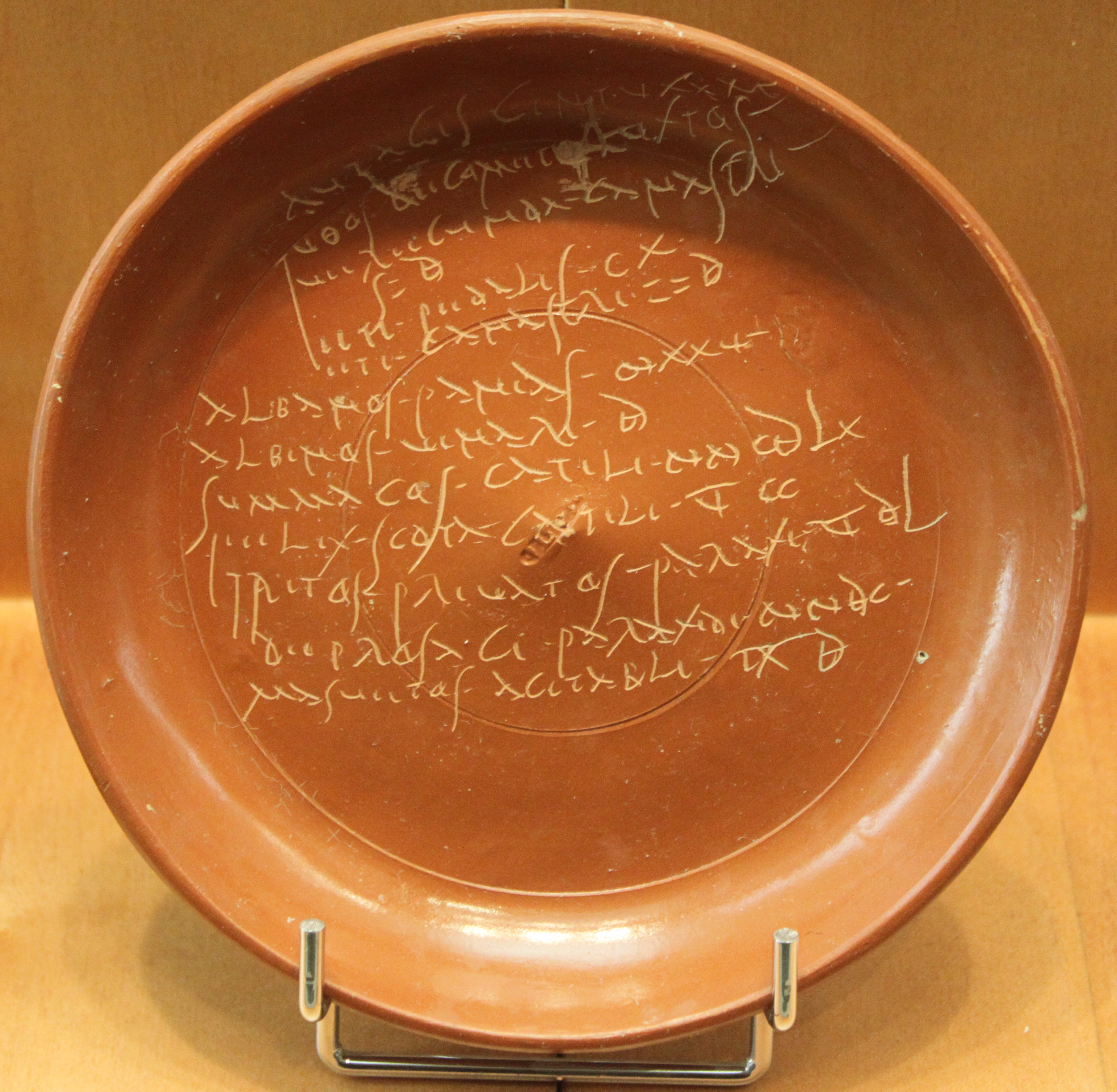
Bordereau de cuisson
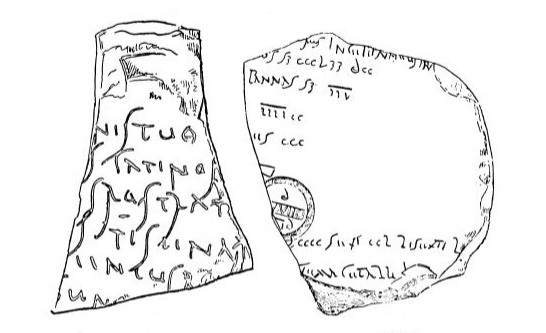
Bordereau de cuisson

La standardisation de la production amena l'élimination partielle des formes fermées et à anses.
De très beaux exemplaires de vases sigillés sont exposés au musée municipal de Millau : coupes, calices, gobelets, plats, bols, lagènes, etc.

## Matériaux et techniques utilisés
Les pâtes et l'engobe sont faites d'argiles différentes. Celle des pâtes, très homogène, provient des marnes des niveaux du Domérien (époque du Lias) localisés autour du site ; celle des engobes, non calcaire, vient des couches du Trias dont les plus proches affleurements se trouvent à une quinzaine de kilomètres du site.
La température de cuisson, elle aussi très homogène, est d'environ 1 050 à 1 060 °C.

## Le site archéologique
Une agglomération secondaire existait au lieu-dit Canhac, dont on ne connaît que quelques quartiers, parmi lesquels le site de La Graufesenque.
Le site comporte une zone artisanale (fours de potiers, entrepôts...), une aire sacrée (temples), et des habitats, séparés par des ruelles. D'autres bâtiments ont été détectés lors de survols aériens (nymphée, grand bâtiment).

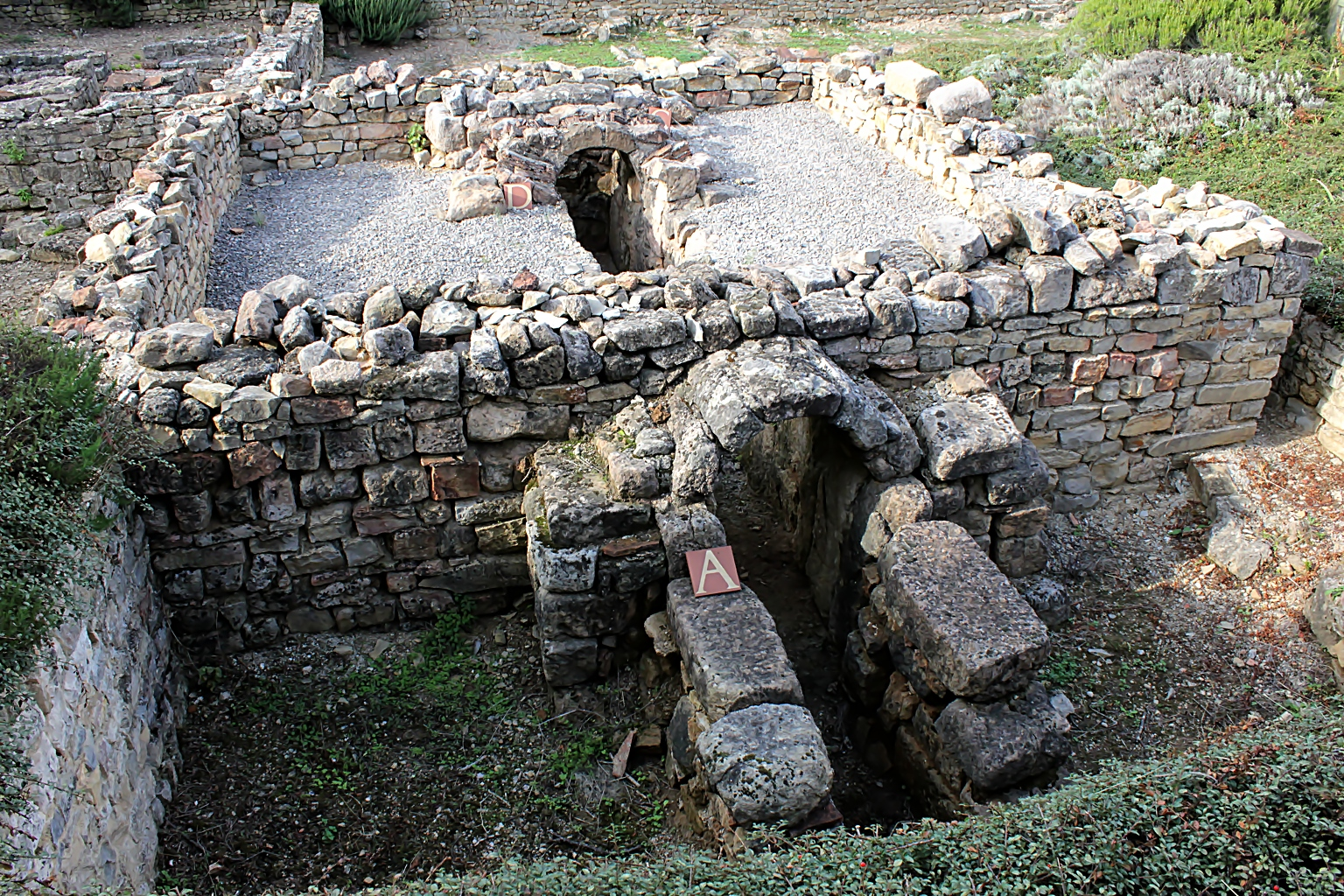
1 - Le très grand four de potier
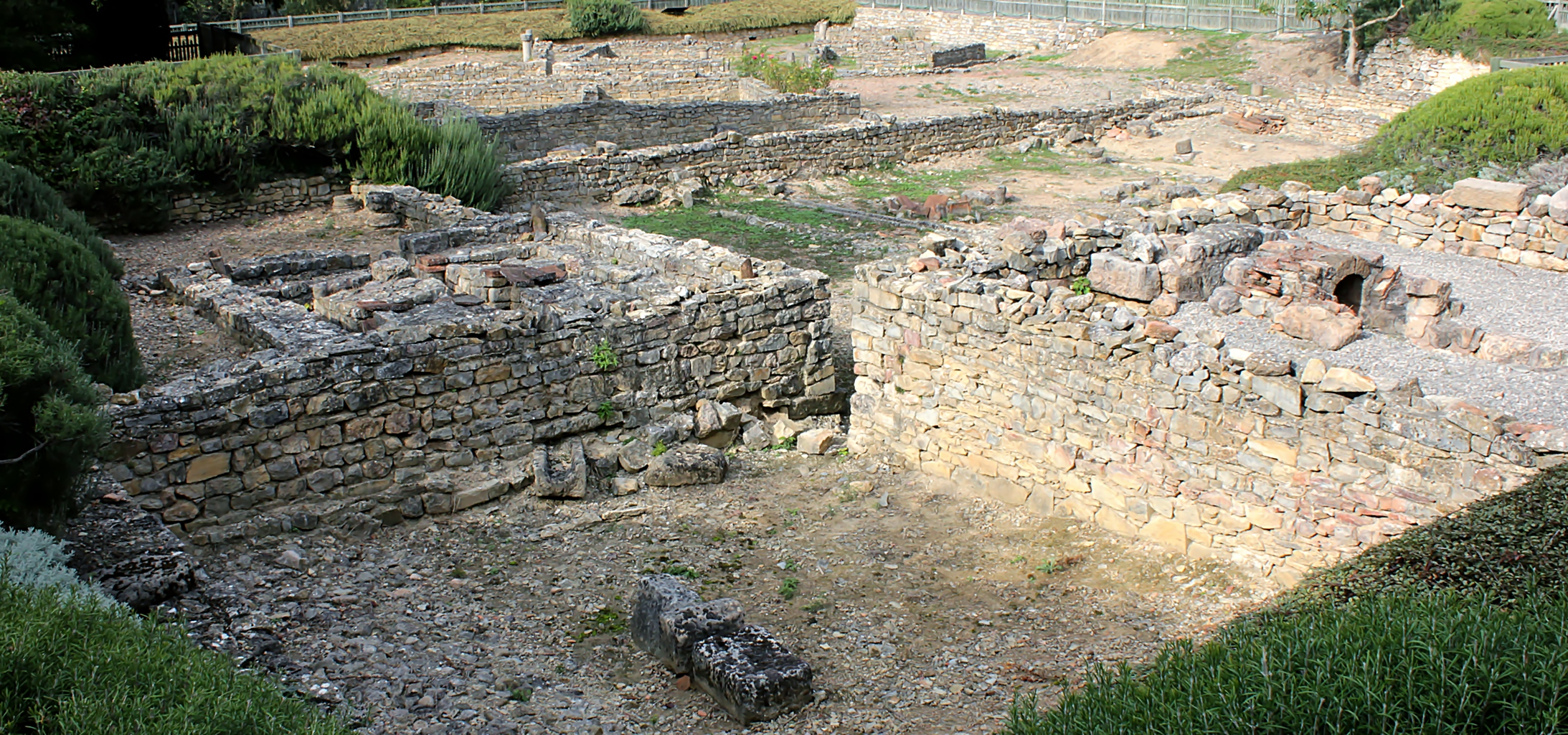
2 - Vue générale du site : maison à hypocauste à gauche, grand four à droite

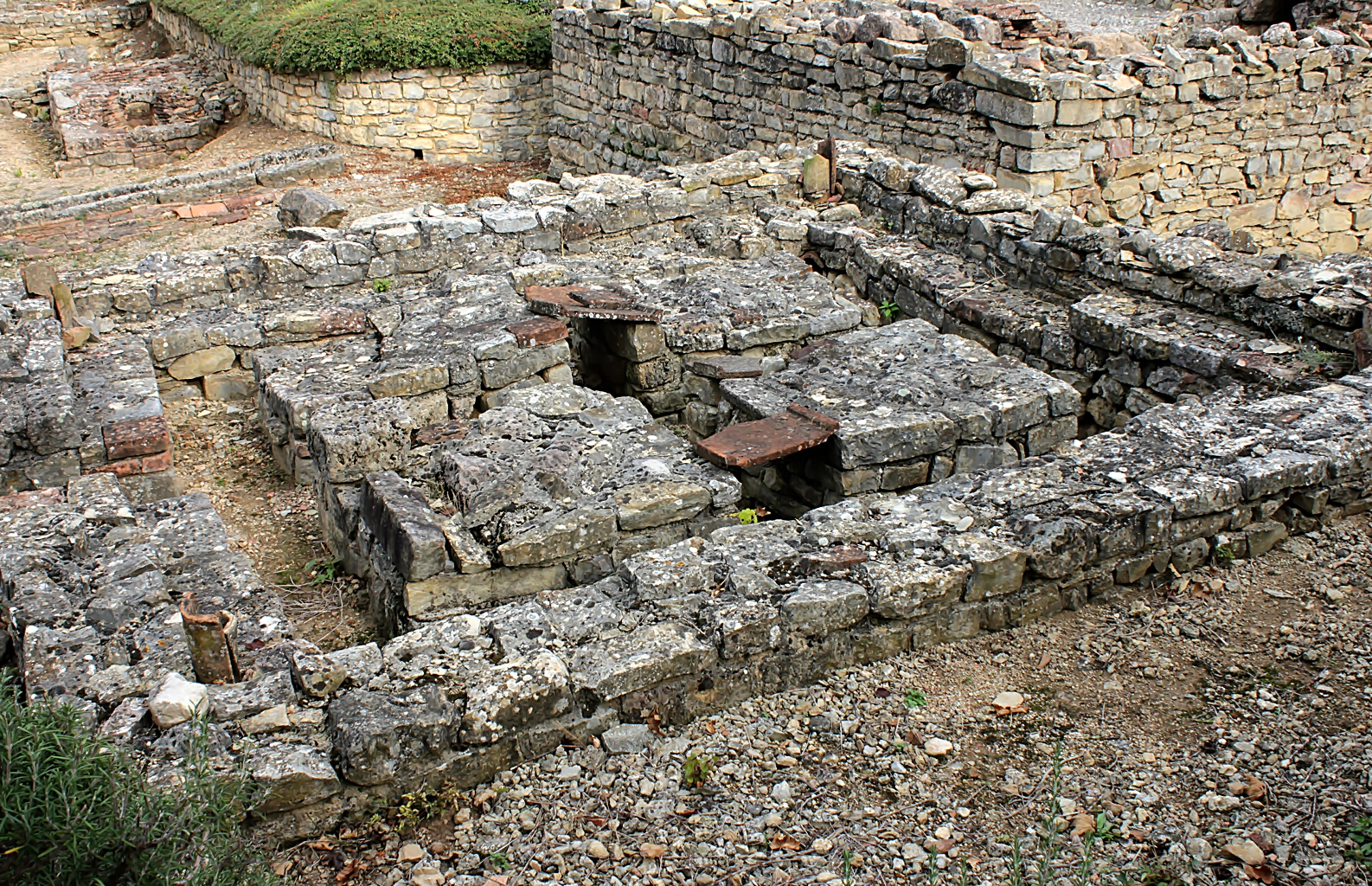
3 - Maison à hypocauste
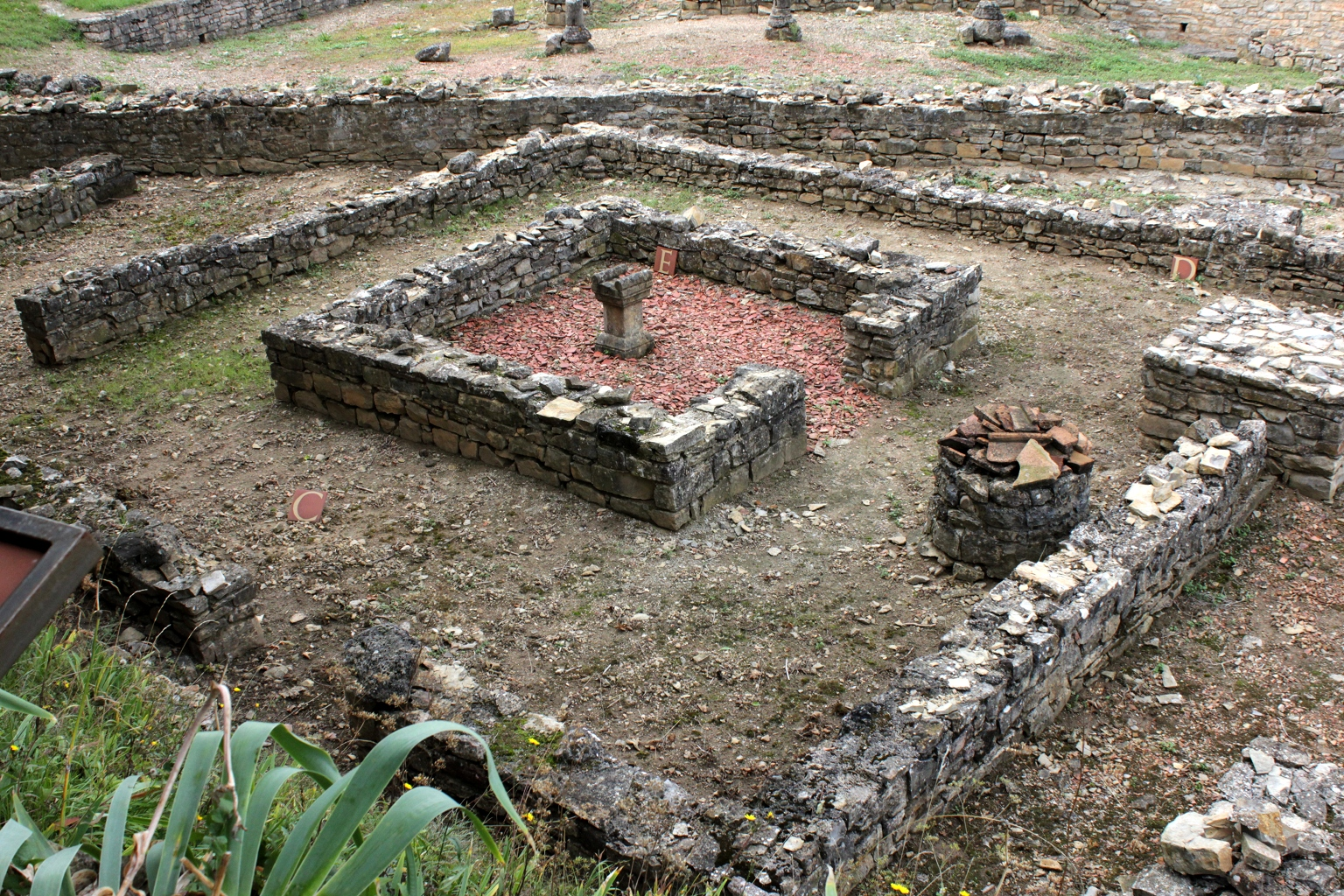
4 - Fanum, un des deux temples de l'aire cultuelle

Le très grand four de potier (vue no 1) permet de cuire jusqu'à 40 000 vases (céramique sigillée, 1 050 °C pendant 3 à 4 jours).[réf. nécessaire]
La vue générale du site de La Graufesenque (vue no 2) montre le très grand four à droite, l'hypocauste (chauffage par le sol) à gauche. Le premier plan est un site de stockage d'argile pour les ateliers de potiers. À l'arrière-plan on aperçoit les habitats de potiers, convertis en ateliers, où logeaient de nombreux esclaves. Près de 200 comptes de patrons potiers ont été retrouvés.[réf. nécessaire]
La vue no 3 montre l'hypocauste (chauffage par le sol) d'une maison, similaire à ceux trouvés dans les thermes gallo-romains.
Le site a également un fanum gallo-romain (vue no 4), l'un des deux temples de l'aire cultuelle. Ce temple est délimité par un mur d'enceinte, l'entrée se situant au soleil levant. Il comprend une galerie couverte à charpente de bois, supportée par un mur à balustres. Au cœur se dresse une partie maçonnée de grande hauteur qui constituait la cella, partie sacrée, aujourd'hui perdue.

## Protections
Les vestiges archéologiques bénéficient de multiples protections au titre des monuments historiques:
- une première inscription le 26 juillet 1951 pour ses vestiges
- une deuxième inscription le 15 novembre 1993 pour les sols renfermant les vestiges
- deux arrêtés de classement les 4 août 1995 et 6 novembre 1995 pour d'autres parcelles et d'autres vestiges